# Buttes du Parisis
Les buttes du Parisis sont un ensemble de collines boisées de France. D'une superficie totale de 465 hectares, elles dominent la Seine et la vallée de Montmorency dans le Val-d'Oise, à une quinzaine de kilomètres au nord-ouest de Paris.

## Description

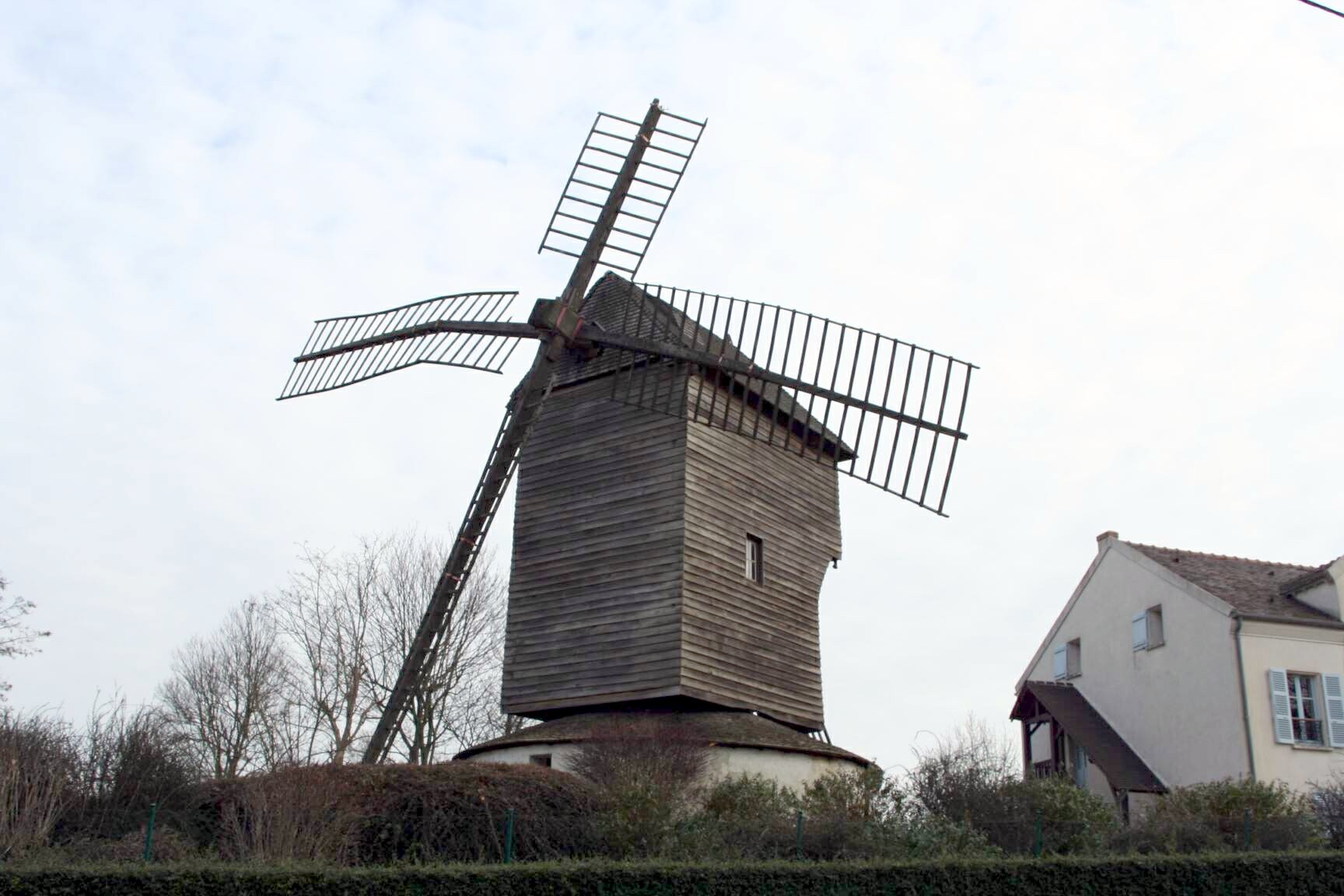
Le moulin de Sannois.

Le massif se situe sur le territoire des communes d'Argenteuil, Sannois, Franconville, Montigny-lès-Cormeilles et Cormeilles-en-Parisis.
Constitué majoritairement de gypse, cet ensemble de collines de 124 à 168 mètres d'altitude alignées selon un axe nord-ouest/sud-est est composé des deux buttes-témoin d'Orgemont et de Cormeilles. Cet ensemble domine la vallée de la Seine au sud et est parallèle à la butte-témoin portant la forêt de Montmorency, sur le versant septentrional de la vallée de Montmorency. L'extrémité occidentale du massif porte le fort de Cormeilles. Le moulin de Sannois quant à lui est édifié au sommet du mont Trouillet, au centre du massif.

## Géologie
Les buttes sont constituées de marne, de sable de Fontainebleau, mais surtout de plusieurs masses de gypse qui en font l'un des plus riches sites d'Europe. Cet important gisement explique l'ouverture dès 1832 d'une carrière par la famille Lambert (société Plâtres Lambert), devenue depuis la plus grande carrière de gypse à ciel ouvert d'Europe. La production a progressivement augmenté de quelques centaines de tonnes en 1832 pour se stabiliser à la fin des années 1990 à 450 000 tonnes annuelles. Le gisement est actuellement exploité par l'entreprise Placoplatre, filiale du groupe Saint-Gobain, qui emploie 140 personnes sur le site et produit 10 % de la production française de plâtre. 
La carrière ne pouvant plus s'étendre, l'exploitation du gisement de gypse à ciel ouvert a cessé en 2017 pour se poursuivre en souterrain. La reconstitution totale du site, entamée en 1990, est prévue jusqu'en 2036. Une convention dans ce but a été signée en 1990 entre l'exploitant, l'État, les communes limitrophes du massif, le syndicat intercommunal de la Butte de Cormeilles et l'agence régionale des espaces verts d'Île-de-France. Elle prévoit la cession de 120 ha par tranches successives jusqu'en 2034.

## Domaine régional des Buttes du Parisis

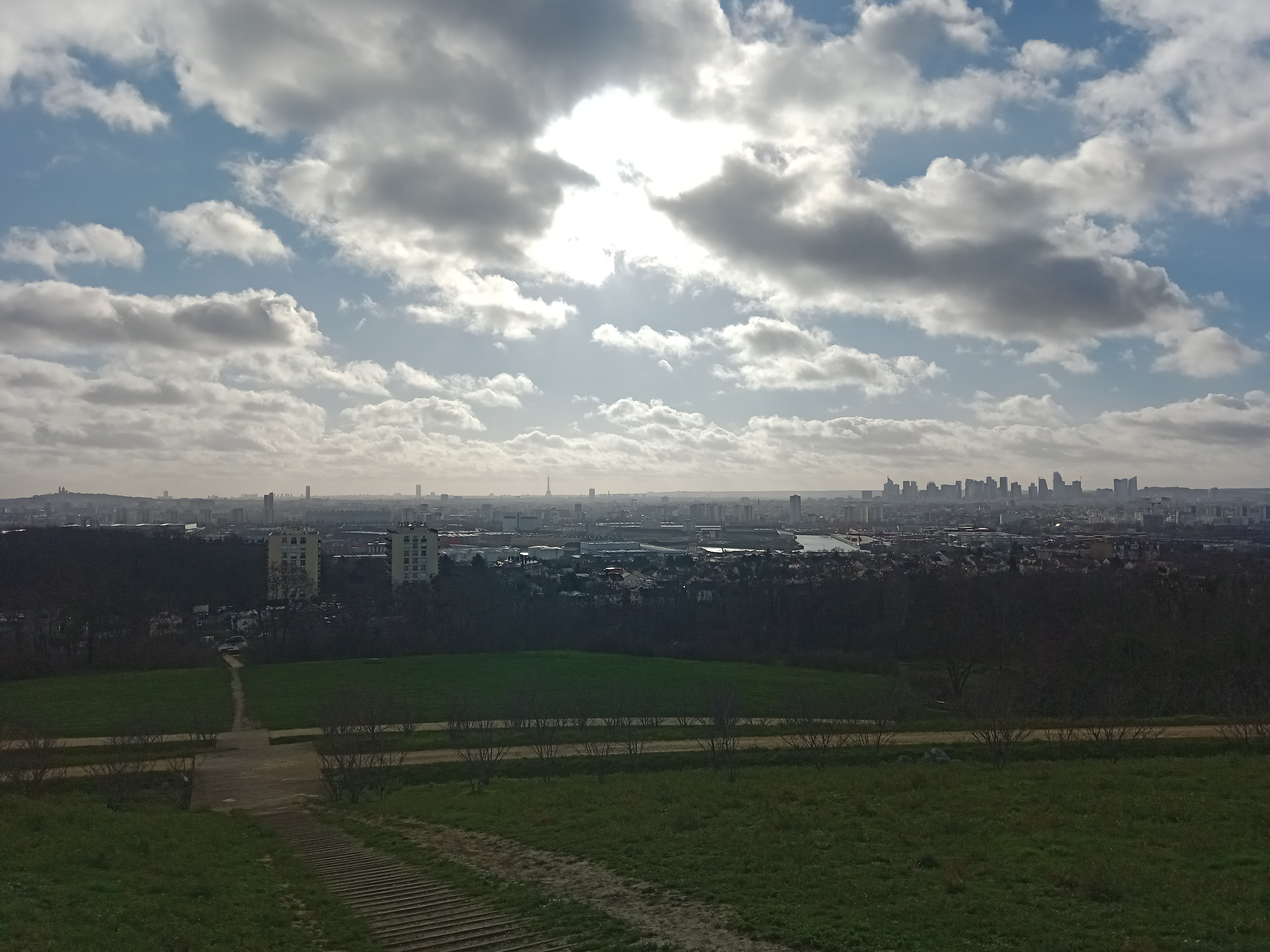
Panorama vers Paris depuis la butte d'Orgemont à Argenteuil.

Très morcelées et cernées par l'urbanisation, les buttes du Parisis font l'objet d'un vaste plan de réaménagement depuis le début des années 1990, sous la conduite de l'Agence des espaces verts de la région d'Île-de-France. Classées « Espaces naturels sensibles régionaux », elles font l'objet d'un droit de préemption et sont progressivement acquises et gérées par l’Agence des espaces verts de la région d'Île-de-France.
Partie intégrante de la Ceinture Verte de Paris, le massif est ainsi aménagé pour la randonnée avec des sentiers balisés, des aires de pique-nique, des pistes cavalières et de VTT. Les 120 hectares compris sur le territoire de Franconville ont été mis en chantier en 1993. Les 240 ha de surface boisée sont dorénavant librement accessibles et exploités par la région.